# Хабаз
Хаба́з — село в Зольском районе Кабардино-Балкарской Республики.
Образует муниципальное образование «сельское поселение Хабаз», как единственный населённый пункт в его составе.

## Географическое положение
Селение расположено в центральной части Зольского района, на левом берегу реки Малка. Находится в 50 км к юго-западу от районного центра — посёлка Залукокоаже и в 80 км к северо-западу от города Нальчик.
Площадь территории сельского поселения составляет — 85,00 км2. Более 95 % из них приходятся на сельскохозяйственные угодья, сенокосы и нагорные пастбища.
Граничит с землями населённых пунктов Каменномостское на востоке и Кичмалка на севере. 
Населённый пункт расположен в предгорной зоне республики. Рельеф представляет собой в основном горные гряды и хребты. Селение располагается в низменной части долины реки Малка. Средние высоты составляют 1050 метров над уровнем моря. Высшей точкой сельского поселения является гора Мозеха (1500 м), возвышающийся к юго-западу от села. Через населённый пункт проходят просёлочные дороги, ведущие на северный склон горы Эльбрус и водопады южной части Зольского района.
Гидрографическая сеть представлена рекой Малка. В пределах населённого пункта в неё справа впадают реки Мозокей и Думенькол, слева притоки Рхыкол и Кызылкол.
Климат влажный умеренный. Среднегодовая температура составляет около +6,0°С Лето тёплое со средними температурами воздуха около +17,0°С. Зимы холодные со средними температурами января около −5,0°С. Среднегодовое количество осадков составляет 1200 мм. Ранней весной дуют сильные ветры (фёны), спускающиеся с северного Приэльбрусья.

## Этимология
Предположительно название Хабаз происходит от кабардино-черкесского «Хьэбэз», что в переводе означает «много ячменя». По другой версии, название вероятно происходит от личного имении Хабас (Аббас). 

## История
До 1888 года на территории современного селения Хабаз существовал аул кабардинского узденя Жунуса Жерештиева (Джерештиева).
Современное селение Хабаз, было образовано в результате проекта по обустройству безземельных балкарцев Балкарского общества и переселения их в аул Жерештиева. В соответствии с ним, в 1888 году состоялся отвод участка количеством в 1300 десятин на 100 дворов при реке Малка, для образования посёлка для безземельных крестьян.
Количество первых поселенцев составило 30 семей. В 1903 году в селе уже насчитывалось 53 двора.
До 1920 года село находилось в административно-территориальном подчинении села Кармово. С того же года является отдельной административной единицей.
В 1944 году в результате депортации балкарцев в Среднюю Азию, село было переименовано в Верхнюю Малку и находилось фактически в заброшенном состоянии. Вновь заселено в 1957 году, когда балкарцы были реабилитированы Верховным Советом СССР и получили возможность вернуться на родину.
В 1958 году указом Президиума Верховного Совета РСФСР, селение Верхняя Малка было обратно переименовано в Хабаз.
В 2005 году муниципальное образование Хабаз наделено статусом сельского поселения Законом Кабардино-Балкарской Республики от 27.02.2005 №13-РЗ «О статусе и границах муниципальных образований в Кабардино-Балкарской Республике».

## Население
| 2002  | 2010  | 2012  | 2013  | 2014  | 2015  | 2016  |
| ----- | ----- | ----- | ----- | ----- | ----- | ----- |
| 1881  | ↘1684 | ↗1695 | ↘1682 | ↘1679 | ↗1681 | ↘1672 |
| 2017  | 2018  | 2019  | 2020  | 2021  | 2023  | 2024  |
| ↗1684 | ↗1692 | ↗1705 | ↗1707 | ↗1793 | ↘1782 | ↗1792 |
| 2025  |       |       |       |       |       |       |
| ↘1790 |       |       |       |       |       |       |

Плотность — 21.06 чел./км2.
По данным Всероссийской переписи населения 2021 года:
| Народ    | Численность, чел. | Доля от всего населения, % |
| -------- | ----------------- | -------------------------- |
| балкарцы | 1776              | 99,05 %                    |
| другие   | 17                | 0,95 %                     |
| всего    | 1793              | 100 %                      |

## Местное самоуправление
Администрация сельского поселения Хабаз — село Хабаз, ул. Ленина, 72.
Структуру органов местного самоуправления сельского поселения составляют:
- Глава сельского поселения Хабаз — Тюбеева Марина Магомедовна (с 13 ноября 2015 года).
- Местная администрация (исполнительно-распорядительный орган) — администрация сельского поселения Хабаз.

Аппарат местной администрации сельского поселения состоит из 6 человек.
- Представительный орган — Совет местного самоуправления сельского поселения Хабаз. Состоит из 10 депутатов[22].

## Образование
- Средняя общеобразовательная школа № 1 — ул. Советская, 8
- Начальная школа Детский сад № 1

## Здравоохранение
- Участковая больница

## Культура
- Дом Культуры

## Ислам
- Сельская мечеть

## Экономика
Основу экономики сельского поселения составляют животноводство и огородничество. Наиболее развитыми отраслями являются разведение овец и крупного рогатого скота, а также выращивания картофеля, овса и силосных культур. На территории сельского поселения разливают минеральную воду с одноимённым названием Хабаз. 

## Улицы
На территории села зарегистрировано 11 улиц и 7 переулков::
Улицы
| Байсултанова |
| Береговая    |
| Дружбы       |
| Заречная     |

| Ленина      |
| Мира        |
| Молодёжная  |
| Октябрьская |

| Партизанская |
| Победы       |
| Тюбеева      |

Переулки
| Балкарский       |
| Гвардейский      |
| Коммунистический |

| Первомайский |
| Пионерский   |

| Подгорный |
| Школьный  |